# Jom Kipoer

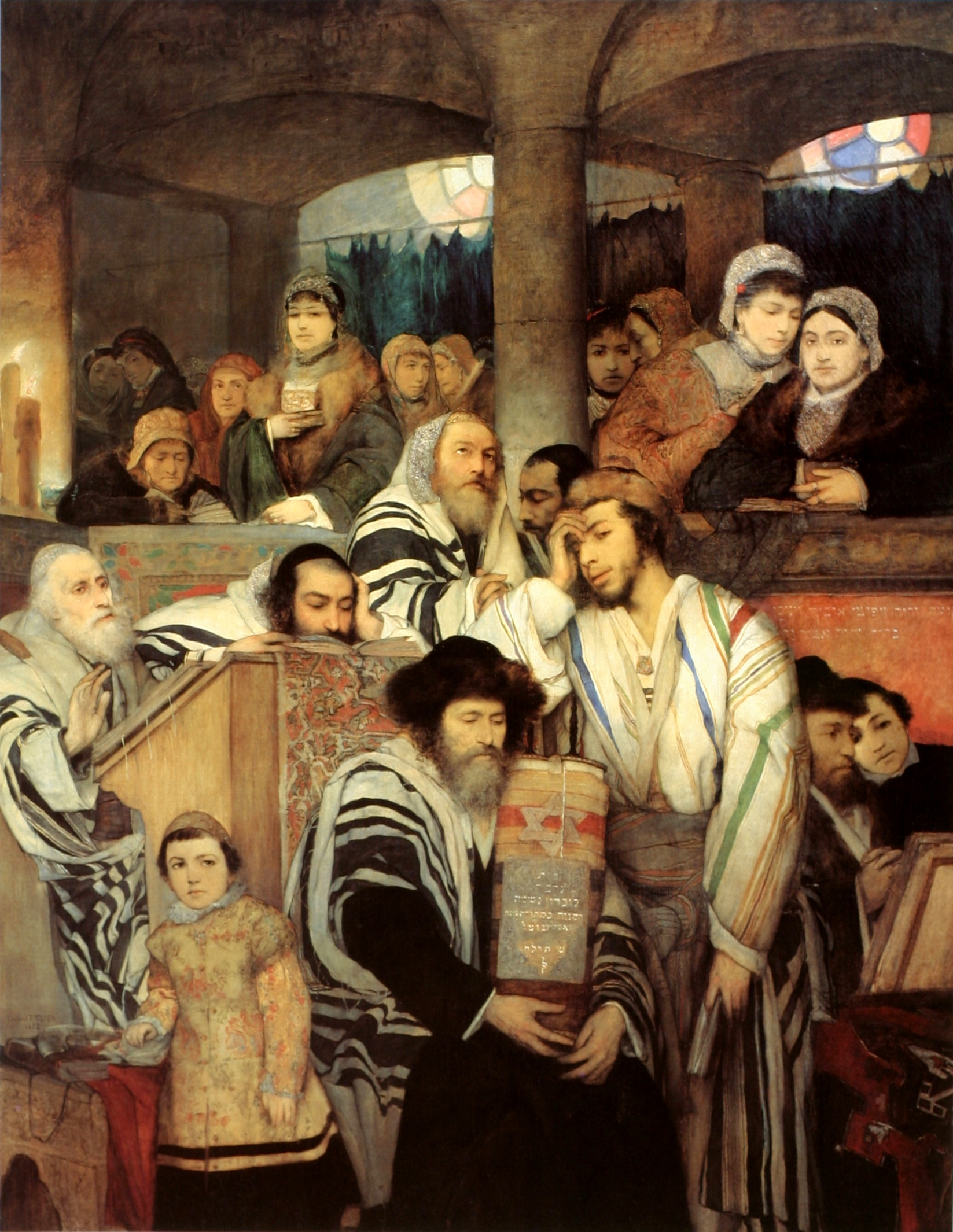
Jom Kipoer (1878)

Jom Kip(p)oer of Grote Verzoendag (Hebreeuws: יום כיפור), voluit Jom ha-Kippoeriem ofwel Dag van de Vergevingen (meervoud), wordt als de belangrijkste en heiligste dag beschouwd in het jodendom.

## Beschrijving
Jom Kipoer wordt in de Tenach (Hebreeuwse Bijbel) beschreven in de boeken Wajikra (Leviticus 16:1-34 en 23:26-32) en Bemidbar (Numeri 29:7).
De dag valt op 10 tisjri op de joodse kalender. Doordat dit een maankalender is, vallen joodse feestdagen zoals Jom Kipoer steeds op verschillende data van de gregoriaanse kalender. Het joodse etmaal en dus iedere feest- en gedenkdag loopt van zonsondergang tot zonsondergang, dus heeft de dag achtereenvolgens een avond, nacht, morgen, middag en namiddag. Men houdt zich, net als bij de sjabbat, aan beperkingen zoals niet-werken van begin zonsopgang tot einde zonsondergang - zodra er drie sterren aan de hemel waarneembaar zijn - op de volgende dag. Op Jom Kipoer wordt bovendien gevast door alle volwassenen, dus ook door de jongens en meisjes die bar mitswa respectievelijk bat mitswa zijn. Het vasten is niet bedoeld als zelfkwelling, maar als loutering, om vergeving te krijgen vanwege mogelijke misstappen het voorafgaande jaar. De mogelijkheid vergeven te worden is een bron van vreugde.
Orthodoxe joden dragen deze dag ook geen leren schoeisel, wassen zich niet en hebben geen geslachtsgemeenschap. Vrouwen maken zich niet op. Verder wordt veel witte kleding gedragen als symbool voor onschuld of zuiverheid. Mannen die voorgaan in de gebeden dragen witte doodskleding (genaamd: kittel of sargenes). Aan het einde van de Sjachariet-dienst, nadat de voorlezing uit de Tora is afgerond, worden de doden herdacht. Vaak worden hierbij ook de slachtoffers van de sho'ah herdacht. Die worden ook herdacht in een speciaal gebed dat kort na het begin van de Jom Kipoer-dag, tijdens de avonddienst Kol Nidré, wordt uitgesproken bij de geopende heilige arke (kast waarin de Torarollen zich bevinden).
Als voorbereiding op Jom Kipoer steekt de vrouw des huizes drie kaarsen aan, twee zoals op elke sjabbat, en een derde die ten minste 25 uur blijft branden.
Op de avond van Jom Kipoer is er zeer uitgebreide en langdurige Kol Nidré-dienst waarop drie maal de Kol Nidré-verklaring wordt uitgesproken. De eerste maal fluisterend, de laatste maal zeer luid. In de verklaring, die geen gebed is, wordt spijt betuigd over de verkeerde daden die mensen in het voorgaande jaar hebben gedaan, de zonden ten aanzien van de Schepper. Het Aramese Kol Nidré betekent letterlijk: alle eden: men bezint zich ook over alle eden en beloftes waarin men tekortgeschoten is, en spreekt de wens uit in het gebed dat waar dit het geval is, dit tenietgedaan mag worden. Dit betreft nooit geloften die tussen mensen gedaan zijn, zoals zaken die contractueel zijn vastgelegd, enkel zaken tussen de mens en de Schepper, of binnen de mens zelf. Het besef en bekennen van het eigen falen staan tijdens Jom Kipoer centraal.
Diensten of onderdelen van de dienst op de dag zelf zijn ook zeer langdurig en lopen de gehele dag door: Sjachariet, Moesaf, Mincha en de slotdienst, Ne'ila. Onderdeel van de dienst is de lezing van het boek Jona: de profeet Jona probeerde onder zijn verplichtingen ten aanzien van God uit te komen, wat hem niet lukte. Tevens wordt het gebed Avinoe Malkenoe aan de liturgie toegevoegd, alsmede de Widoej, de zondenbelijdenis.
De dienst eindigt met het Sjema, het gebed over het absolute geloof in God. Helemaal aan het einde van de Jom Kipoer-dag, bij zonsondergang aan het einde van de Ne'ila-dienst wordt in de synagoge de lang aangehouden tekia op de sjofar geblazen. Hiermee wordt de dag besloten, en een soort nieuw begin ingeluid.

## Gebruiken uit de Hebreeuwse Bijbel
Jom Kipoer was de ene dag in het jaar dat de hogepriester de allerheiligste plaats in de tempel te Jeruzalem betrad om te pleiten voor Gods volk. Hij deed dat niet in zijn hogepriesterlijkgewaad, maar ging gekleed in het tenue van een gewone priester.
In de Tenach staat beschreven, dat op Jom Kipoer twee geitenbokken als zondoffer en een ram als brandoffer voor het hele volk Israël werden geofferd. Daarnaast werd een stier geofferd voor de zonden van de hogepriester en zijn naasten. Allereerst werd het lot gebruikt om te bepalen welk geitje geslacht zou worden als zondoffer en welke als "zondebok" zou fungeren. De zondebok werd de stad uitgeleid om in de woestijn te worden vrijgelaten om zodoende (symbolisch) de zonden van het volk weg te dragen. Het begrip zondebok dat de Nederlandse taal kent, en scapegoat in het Engels, is afkomstig van dit ritueel.

## Data
Aangezien een dag volgens de Joodse kalender begint met zonsondergang, begint Jom Kipoer eigenlijk steeds op de avond voor de gegeven data.
- do 2 okt 2025

- ma 21 sep 2026

- ma 11 okt 2027

- za 30 sep 2028

- wo 19 sep 2029